# Карл Магнус фон Рейнграфенщайн
Карл Магнус фон Рейнграфенщайн (на немски: Karl (Carl) Magnus von Rheingrafenstein; * 26 март 1718, Гаугревайлер; † 1 юли 1793, Гаугревайлер) е граф на Салм и вилд- и рейнграф в Рейнграфенщайн (до Бад Кройцнах), последният вилд- и рейнграф в Гаугревайлер (1740 – 1775) в Рейнланд-Пфалц и генерал на Франция. Той е последният от линията Гаугревайлер.
През 1775 г. е свален от император Йозеф II и е осъден на десет години крепостен затвор. За да финансира своя охолен богат живот, той прави големи финансови задължения и множество престъпления против своите поданици и длъжници.

## Биография
Той е син на граф Йохан Карл Лудвиг фон Рейнграфенщайн-Гаугревайлер (1686 – 1740), вилд- и рейнграф в Рейнграфенщайн, Гаугревайлер, Даун, Кирбург, Щайн, и съпругата му графиня София Магдалена фон Лайнинген-Дагсбург-Фалкенбург (1691 – 1727), дъщеря на граф Йохан Карл Август фон Лайнинген-Дагсбург-Хайдесхайм (1662 – 1698) и графиня Йохана Магдалена фон Ханау-Лихтенберг (1660 – 1715).
Карл Магнус е възпитаван от свещеник. На около 15 години той е изпратен да учи за офицер във френската войска. През 1740 г. на 22 години поема управлението на графството Гаугревайлер. През 1749 г. е издигнат в негово отсъствие на Mestre de camp и получава пенсия от френската войска.
През 1689 г. Карл Магнус трябва да се откаже от фамилния замък Рейнграфенщайн, след разрушаването му през Войната за Пфалцкото наследство. Той сменя резиденцията си в Гаугревайлер и от тогава се нарича Рейнграф цу Рейнграфенщайн в Гаугревайлер. През 1748 г. Карл Магнус събаря двореца на баща си и започва строеж на триетажен бароков дворец в стил Версай и оранжерия. Графството има обаче доход само ок. 60 000 гулдена. Строежът на двореца струва 180 000 гулдена и той прави огромни задължения. През 1795 г. дворецът напълно е разрушен от френските революционни войски.
През ноември 1783 г. Карл Магнус е освободен преждевременно от затвора. По времето на неговия затвор в замък Кьонигщайн, графството е управлявано като императорски комисар от княз Карл Кристиан фон Насау-Вайлбург. След това Карл Магнус няма право да управлява. Той няма мъжки наследник и преписва всичко на братовчед си Карл Лудвиг фон Грумбах. Затова Карл Магнус получава право доживот да живее в дворес Гревайлер и пенсия от 5000 гулдена, освен това фамилията Грумбах поема останалите задължения на графството Гревайлер.
Карл Магнус прекарва последните си години сам в двореца си в Гревайлер – съпругата му Йоанета умира преди освобождаванео му от затвора – със скромна пенсия и само с един прислужник и един кон. Той умира на 1 юли 1793 г. в Гаугревайлер на 75 години.

## Фамилия
Карл Магнус фон Рейнграфенщайн-Гаугревайлер се жени на 2 февруари 1750 г. за богатата лотарингска графиня и вилд и рейнграфиня Йоанета/Йохана Лудовика фон Салм-Даун-Пютлинген (* 16 септември 1723; † 13 март 1780), дъщеря на граф вилд и рейнграф Валрад фон Салм-Даун (1686 – 1730) и графиня Доротея фон Насау-Саарбрюкен-Отвайлер (1692 – 1740), дъщеря на граф Фридрих Лудвиг фон Насау-Отвайлер († 1728). Те имат пет дъщери:
- Кристиана Луиза фон Рейнграфенщайн-Гаугревайлер (* 21 декември 1753; † 27 октомври 1826), омъжена на 8 октомври 1779 г. за граф Карл Албрехт фон Ортенбург-Нойортенбург, граф на Крихинген и Пютлинген (* 30 юни 1743; † 5 февруари 1787), син на граф Карл III фон Ортенбург († 1776) и леля ѝ Луиза Дофия фон Салм-Рейнграфенщайн-Гаугревайлер († 1766)
- Каролина Александра фон Гаугревайлер (* 11 януари 1755; † 19 юни 1761)
- София Вилхелмина фон Гаугревайлер (* 21 февруари 1759; † 30 август 1762)
- Каролина фон Гаугревайлер (* 13 септември 1761; † ?)
- Луиза Шарлота фон Даун-Гаугревайлер (* 10 март 1763; † 30 март 1837), омъжена на 19 октомври 1784 г. за вилд и рейнграф Вилхелм Кристиан фон Рейнграфенщайн-Хорстмар (* 17 юли 1741; † 18 май 1816), син на вилд и рейнграф Карл Валрад Вилхелм фон Салм-Грумбах († 1763) и Юлиана Франциска Леополдина Теодора фон Прьозинг и Лимпург († 1775)